# Звонимир Балог
Звонимир Балог (Свети Петар Чврстец код Крижеваца, 30. мај 1932 — Загреб, 2. новембар 2014) био је зачетник савремене хрватске дечје поезије и најнаграђиванији хрватски дечји књижевник.

## Биографија
Рођен је 30. маја 1932. године у Светом Петру Чврдцу код Крижеваца. Завршио је Школу примењених уметности и Педагошку академију у Загребу. Студирао је педагогију. У животу је радио много послава, а неки од њих су: администратор, бармен, декоратер, наставник, предавач на Педагошкој академији, уредник часописа, телевизијски уредник и други послови. Поред тога што је био писац, био је и сликар, вајар и илустратор. Написао је осамдесетак књига за децу и одрасле и аутор је неких антологија.
Звонимир Балог био је у браку са Љубицом Балог. Љубица је такође писала и објављивала, и она је увек прва читала све што је Звонимир писао и процењивала је ли нешто добро или не. С Љубицом је имао двоје деце, ћерку Ксенију и сина Тугомира.
Звонимир Балог је умро у Загребу 2. новембра 2014. године.

## Писање
У теорији књижевности и књижевној критици Звонимир Балог сматра се зачетником савремене хрватске дечје поезије. Звонимир Балог најнаграђиванији је хрватски писац за децу. Добитник је многих познатих књижевних награда. Књижевно дело Звонимира Балога познато је и читаоцима изван Хрватске. Његови текстови преведени су на двадесет језика. Један од најзначајнијих превода је превод књиге "Бонтон" које је издало Друштво хрватских књижевника на енглеском језику. Велик број његових песама је компонован, а такође су заступљене у антологијама за децу и одрасле.
Нека од његових дела превела је с хрватске на пољски језик у њеној антологији Zywe zradla пољска књижевница и преводитељка Łucja Danielewska.
Његов рад је био посебно признат у Словачкој те је писац често знао рећи да се у Братислави осећао као код куће. Збирка приповедака "Často si vymýšľam" с његовим илустрацијама била је проглашена књигом године. Словаци су били посебно заинтересовани за његов 80. рођендан и 80 књига које је издао па је у то време у Словачкој дао неколико интервјуа за њихову државну телевизију и радио.
Осим за децу, Балог је написао и неколико дела за одрасле попут "Рибе на бициклу", "Погледа на земљу" и других. Често је изражавао незадовољство због хрватских медија, и како је говорио њиховог слабог интереса за његов рад.
Током живота посетио је велики број школа на дружењима са децом, а посебно се трудио посећивати мање школе које су се налазиле изван градова. Сматрао је како би смех требао бити један од предмета у школи, како би децу требало учити смејати се јер његово мишљење је било да се боље смејати без разлога, него плакати с разлогом.
Балог је писао песме и прозу с наглашеним хумористичким и лудичким елементима: игром речима, слоговима, гласовима, етимологијом, сликама и значењима досежући тако мисао и доживљај света деце, ослобођен рационалитета одраслих и дидактичности и тако се супростављао традиционалним токовима хрватске дечје књижевности.
Балогов поступак своди се углавном на то да подстиже комичне, ироничне, сликовите, занимљиво конструктивне, маштовито фантастичне, подстицајне на интелектуалну игру ефекте, најчешће применом народне етимологије у тумачењу речи и маштовите аналогије у грађењу речи.

## Награде
- вишеструки добитник награде "Григор Витез",
- вишеструки добитник награде " Ивана Брлић-Мажуранић",
- добитник Горанове плакете,[7]
- добитник повеље „Високо жуто зрно“ за целокупно књижевно стваралаштво и трајни допринос хрватској књижевности 2003. године на 14. Песничким састанцима у Дреновцима,
- добитник награде Змајевих дечјих игара,
- добитник је награде "Мали принц" за најбољу књигу у земљама регијона,
- награду "Киклоп" за књигу године,
- двоструки је добитник југославенске награде "Младо поколење",
- За књигу поезије "Пуса од Крампуса" 1996. године је добио међународну награду, диплому IBBY Honour List
- Због посебних заслуга за културу, одликован је и редом Данице хрватске с ликом Марка Марулића
- 2002. године је био номинован за "Андерсенову награду", а 2003. за награду "Astrid Lindgren Memorial Award for Literature"[4]

## Избор из дела
| - Књига седморице (Загреб, 1957) - Од досељења Хрвата до најновијих дебата: хумор у хрватском пјесништву (Загреб, 1975) - Загреб, хрватска метропола: градски водич (Загреб, 1993) - Златна књига свјетске поезије за дјецу (Загреб, 1975) - Златолист чаробног штива (Загреб, 1996) - A gigantic scarp, (Загреб, 2004) - Бијесне глисте, (Загреб, 1989) - Бонтон: како да не постанем клипан - ица у 100 лекцијица,(Загреб, 1986) - Bonton ali Kako ne postaneš teleban v 100 lekcijah, (Љубљана, 2003) - Босоноги генерал: хумористични роман, (Загреб, 1988) - Царски зез, (Загреб, 1999) - Четвртаста кугла, (Винковци, 2007) - Дијете које се није хтјело родити, (Загреб, 2008) - Дрвени коњ, (Загреб, 1986) - Дрво хотел Балог, (загреб, 1997) - Еквилибриј: [1950. - 1960.], (Загреб, 1962) - Гдје живе животиње?, (Загреб, 1983) - Гљивоград, (Загреб, 1986) - Голема мрвица, (Загреб, 2004) - Иде једна идускара, (Нови Сад, 1989) - Избор из дјела, (Загреб, 1996) - Ја магарац, (Загреб, 1973) - Једноџеки Ок, (Загреб, 1997) - Још смо малени, (Загреб, 1989) - Како сам дошао на свијет, (Нови Сад, 1981) - Како сам дошао на свијет, (Вараждин, 2007) - Клековачке вјештице, (Загреб, 2009) - Кога се боје животиње?, (Загреб, 1983) - Коњ спава у ципелама, (Загреб, 1989) - Леонардо над Загребом, (Загреб, 1994) - Љубав за почетнике, (Загреб, 1991) - Љубав за почетнике, (Вараждин, 2007) - Ловци тралаловци, (Загреб, 1986) - Мачји оглас, (Загреб, 1980) - Мачкоња и мишоња, (Загреб, 1986) - Мале људетине, (Вараждин, 2007) - Мале људетине: хрватске стилске вјежбетине, (Загреб, 1993) - Мале приче о великим словима: моја прва абецеда, (Загреб, 1976) - Медо Едо, (Загреб, 1986) - Мијау, ав, му, кокода, (Загреб, 1989) - Невидљива Ива, (Загреб, 1970) | - Nice manners or How I can avoid growing up to be a twit, (Загреб, 2000) - О, боже, како сам ја блесав: драмске и луткарске игре за велике и мале, (Вараждин, 2007) - Округла књига, (Загреб, 1985) - Омча, (Ријека, 1987) - Папагај Гај а коцур Цур, ([Братислава?], 2009) - Пепео и пепео, (Загреб, 1968) - Пјесме са шлагом или Шумар има шуму на длану: занимања, (Загреб, 1975) - Пјесме за прву руку, (Загреб, 2003) - Пљесак трави и звијездама, (Загреб, 1984) - Поглед на земљу, (Загреб, 1988) - Преџивот: роман, (Загреб, 2001) - Препоручена птица: пјесме, (Загреб, 1975) - Пуса од крампуса, (Загреб, 1966) - Путујућа улица, (Загреб, 1986) - Разлављени лав, (Загреб, 1971) - Риба на бициклу: пјесме, (Загреб, 1977) - Склон дисању: пјесме, (Загреб, 1982) - Слоне волим те, (Вараждин, 2007) - Слоне, волим те, (Загреб, 2000) - Сто најзанимања, (Вараждин, 2007) - Сто најзанимања: што ћу бити кад одрастем , (Загреб, 1990) - Сто посто ћемо бити тропа кад нас под своје узме Еуропа, (Винковци, 2004) - Шашави, (Загреб, 1975) - Што једу животиње?, (Загреб, 1983) - Што раде животиње?, (Загреб, 1983) - Шус звијезда, (Загреб, 1997) - Тко је чега сит, (Загреб, 1980) - Три ја магарца, (Вараждин, 2008) - Тристо шездесет петоро браће, (Загреб, 1997) - Весели земљопис: хрватске ријеке, планине и отоци, (Загреб, 1994) - Зеца воле дјеца, (Загреб, 1989) - Зелени мрави, (Загреб, 1977) - Зелени смијех, (Загреб, 2000) - Златна нит, (Загреб, 1978) - Змајеви и вукодлаци: хумористичне приче за дјецу и младеж, (Загреб, 2003) - Змијице, мачкобус и осмероноги коњ, (Загреб, 2007) - Животиње и њихова дјеца, (Загреб, 1989) - Слон и мрав Радић, Перица (Загреб, 2006) [Визуална грађа], 1 видео ДВД (9 мин) |

Неке од његових књига илустровао је познати хрватски илустратор Иван Антолчић, а неке је илустровао сам.